# Kobi Henry
Kobi Joseph Henry (ur. 26 kwietnia 2004 w Lakeland) – amerykański piłkarz pochodzenia trynidadzkiego występujący na pozycji środkowego obrońcy, od 2025 roku zawodnik Atlanty United.
Jego rodzice pochodzą z Trynidadu i Tobago.